# Randzee
Een randzee, niet te verwarren met binnenzee, is een nevenzee die aan de rand van een continent of oceaan ligt en door eilanden, grote eilandenketens en onderzeese ruggen – dus slechts gedeeltelijk – is afgegrensd van een oceaan. 

## Voorbeelden
- Adriatische Zee
- Alboránzee
- Amerikaanse Middelzee
- Amundsenzee
- Andamanse Zee
- Arabische Zee
- Arafurazee
- Argentijnse Zee
- Balearische Zee
- Balizee
- Bandazee
- Barentszzee
- Beaufortzee
- Bellingshausenzee
- Beringzee
- Bismarckzee
- Cantabrische Zee
- Caraïbische Zee
- Celebeszee
- D'Urvillezee
- Daviszee
- Egeïsche Zee
- Filipijnenzee
- Floreszee
- Gele Zee
- Groenlandzee
- Gustav Adolfzee
- Hebridenzee
- Ierse Zee
- IJslandzee
- Ionische Zee
- Irmingerzee
- Japanse Binnenzee
- Japanse Zee
- Javazee
- Karazee
- Keltische Zee
- Koraalzee
- Korozee
- Kretenzische Zee
- Labradorzee
- Laccadivenzee
- Laptevzee
- Levantijnse Zee
- Libische Zee
- Ligurische Zee
- Lincolnzee
- Mawsonzee
- Middellandse Zee
- Molukse Zee
- Noordzee
- Noordelijke IJszee
- Noorse Zee
- Oost-Chinese Zee
- Oostzee
- Oost-Siberische Zee
- Petsjorazee
- Rode Zee
- Rosszee
- Salomonzee
- Samenwerkingzee
- Sargassozee
- Sawuzee
- Scotiazee
- Seramzee
- Suluzee
- Tasmanzee
- Thracische Zee
- Timorzee
- Tsjoektsjenzee
- Tyrreense Zee
- Waddenzee
- Wandelzee
- Weddellzee
- Witte Zee
- Zee van Azov
- Zee van Halmahera
- Zee van Marmara
- Zuid-Chinese Zee
- Zuiderzee
- Zwarte Zee